# Stevan Jovetić
Stevan Jovetić (černohorskou cyrilicí Cтeвaн Joвeтић; * 2. listopadu 1989, Titograd, SFR Jugoslávie) je černohorský fotbalový útočník, od roku 2021 hráč klubu Hertha BSC.
V letech 2009 a 2015 získal v Černé Hoře ocenění Fotbalista roku. Stylem hry bývá přirovnáván k italskému šutérovi Roberto Baggiovi.

## Klubová kariéra

### FK Partizan
Dne 9. dubna 2006 ve věku 16 let debutoval za celek FK Partizan pod hlavním trenérem Jürgenem Roberem během ligového zápasu proti FK Vozdovac. První vstřelenou branku za FK Partizan si Jovetić připsal během utkání kvalifikace Poháru UEFA proti celku Zrinjski a to 2. srpna 2007. FK Partizan zápas vyhrál 5:0 a sedmnáctiletý Stevan Jovetić si připsal hattrick. V říjnu 2007 byl spojován s potenciálním přestupem do klubů jako Manchester United a Real Madrid. Jovetić nicméně v Partizanu zůstal a ve věku 18 let se stal kapitánem, když byl Antonio Rukavina prodán do německé Bundesligy. To z něj učinilo nejmladšího kapitána Partizanu v historii. Překonal tak klubovou legendu Alberta Nady, který se stal kapitánem ve věku 19 let.

### ACF Fiorentina

#### Sezóna 2008/09
Dne 10. května 2008 přestoupil Jovetić do Serie A do týmu ACF Fiorentina za 8 milionů liber. Svůj první gól za Fiorentinu dal v ligovém zápase proti Atalantě z pokutového kopu dne 5. dubna 2009.

#### Sezóna 2009/10
Sezónu 2009/10 začal Jovetić brankou proti Sportingu Lisabon na 1-1. Následná remíza při zpáteční cestě na Stadio Artemio Franchi byla pro Fiorentinu velmi důležitá, neboť jí zajistila vstup do skupinové fáze Ligy mistrů. Další podstatné góly vstřelil Jovetić proti Palermu, Sampdorii a Livornu. 
Dne 29. září 2009 pak Fiorentina zvítězila v památném zápase 2:0 nad Liverpoolem ve skupinové fázi Ligy mistrů, přičemž Jovetić vstřelil oba góly. Jovetić následně vstřelil dva góly i při vítězství Fiorentiny 3:2 nad Bayernem Mnichov v prvním kole vyřazovací části. 

#### Sezóny 2010/11 a 2011/12
Během předsezónní přípravy utrpěl Jovetić zranění vazu v pravém koleni, kvůli kterému byl nakonec nucen promeškat celou sezónu.
Jovetić se vrátil po zranění ve skvělé formě do sezóny 2011/12, kdy vstřelil 2 branky v zápase s Parmou, ve kterém Fiorentina nakonec zvítězila 3:0. Dne 15. října 2011 pak podepsal s klubem pětiletou smlouvu.

### Manchester City
Tehdejší anglický vicemistr koupil třiadvacetiletého hráče v létě 2013 za 22 milionů £. V klubu dostal dres s číslem 35. V sezóně 2013/14 byl často zraněný a proto mu náležela pozice až čtvrtého útočníka. I přesto mohl ve své první sezóně s klubem oslavit vítězství v lize a v anglickém poháru.

### Inter Milán
V roce 2015 byl Jovetić vyslán na rok a půl dlouhé hostování zpět do Itálie, tentokrát do Interu Milán. V prvních dvou utkáních se mu podařilo vstřelit hned 3 góly.
V lednu roku 2017 se Jovetić k týmu připojil natrvalo. Inter za něj zaplatil Manchesteru City 13.5 milionů eur. Hned několik týdnů po přestupu byl nicméně Jovetić znovu vyslán na hostování, tentokrát do španělské Sevilly.

### AS Monaco
Na konci sezóny 2016/2017 se Jovetić vrátil z půlročního hostování v Seville. O jeho služby nicméně projevil zájem francouzský klub AS Monaco. Jovetić tak na konci srpna přestoupil z Interu za 10.5 milionů eur a podepsal v Monaku smlouvu na další čtyři roky.
Během své první sezóny se Jovetićovi povedlo vstřelit 10 branek ve všech soutěžích. Další dvě sezóny nicméně nenastupoval pravidelně a jeho gólová produkce tak výrazně poklesla. Častěji nastupovat začal Jovetić znovu až v ročníku 2020/2021, kdy zasáhnul do 29 ligových zápasů.

### Hertha BSC
Po konci smlouvy v létě roku 2021 se Jovetić stal volným hráčem. O jeho služby nicméně projevila zájem německá Hertha, se kterou podepsal dvouletý kontrakt. Ve své první sezóně se tak Jovetić stal historicky pouze třetím hráčem, který odehrál zápas v anglické, francouzské, italské, španělské i německé nejvyšší soutěži. Díky gólu, který Jovetić vstřelil 14. 8. 2021 proti 1. FC Köln, se pak stal teprve druhým hráčem, který v každé z těchto soutěží vstřelil gól.

## Reprezentační kariéra
Jovetić hrál v reprezentaci Černé Hory do 21 let.
V A-mužstvu Černé Hory debutoval 24. 3. 2007 v přátelském zápase v Podgorici proti reprezentaci Maďarska.